# Svenska mästerskapen i långbanesimning 2025
Svenska mästerskapen i långbanesimning 2025 (SM i simning, långbana) arrangerades mellan den 25 och 29 juni 2025 på Centralbadet i Norrköping.
U21-SM (JSM) och Para-SM arrangerades samtidigt som en del av mästerskapet. Mästerskapet var även en del av SM-veckan 2025 (sommar).

## Medaljsummering

### Damer
| Gren            | Guld | Guld          | Silver | Silver   | Brons | Brons    |
| 50 m frisim     | Gloria Muzito Njurunda Simsällskap                                                                                         | 25,66         | Klara Thormalm Jönköpings Simsällskap                                                                                                   | 25,93    | Hanna Bergman Simklubben Poseidon                                                                                            | 26,15    |
| 100 m frisim    | Gloria Muzito Njurunda Simsällskap                                                                                         | 55,39         | Klara Thormalm Jönköpings Simsällskap                                                                                                   | 56,06    | Elvira Mörtstrand Västerås Simsällskap                                                                                       | 56,72    |
| 200 m frisim    | Elvira Mörtstrand Västerås Simsällskap                                                                                     | 2.03,52       | Hanna Bergman Simklubben Poseidon | 2.03,79  | Olivia Hansson Sjöbo Simsällskap                                                                                             | 2.05,79  |
| 400 m frisim    | Thilda Häll Simklubben Elfsborg                                                                                            | 4.18,08       | Wilma Hultberg Kullberg Helsingborgs Simsällskap                                                                                        | 4.21,61  | Lisa Nystrand Simklubben Neptun                                                                                              | 4.23,25  |
| 800 m frisim    | Thilda Häll Simklubben Elfsborg                                                                                            | 8.47,39       | Wilma Hultberg Kullberg Helsingborgs Simsällskap                                                                                        | 9.07,30  | Olivia Hansson Sjöbo Simsällskap                                                                                             | 9.10,34  |
| 1 500 m frisim  | Thilda Häll Simklubben Elfsborg                                                                                            | 16.39,71 0NR0 | Wilma Hultberg Kullberg Helsingborgs Simsällskap                                                                                        | 17.26,80 | Olivia Hansson Sjöbo Simsällskap                                                                                             | 17.35,02 |
|                 | |               | |          | |          |
| 50 m ryggsim    | Hanna Rosvall Helsingborgs Simsällskap                                                                                     | 28,81         | Sara Junevik Falu Simsällskap | 29,00    | Elise Öberg Njurunda Simsällskap                                                                                             | 29,32    |
| 100 m ryggsim   | Elise Öberg Njurunda Simsällskap                                                                                           | 1.02,64       | Hanna Rosvall Helsingborgs Simsällskap                                                                                                  | 1.02,82  | Edith Jernstedt Västerås Simsällskap                                                                                         | 1.04,48  |
| 200 m ryggsim   | Elise Öberg Njurunda Simsällskap                                                                                           | 2.14,75       | Miranda Arvidsson Linköpings Allmänna SS                                                                                                | 2.17,92  | Lisa Nystrand Simklubben Neptun                                                                                              | 2.18,06  |
|                 | |               | |          | |          |
| 50 m bröstsim   | Sophie Hansson Helsingborgs Simsällskap                                                                                    | 31,24         | Julia Månsson Örebro Simallians | 31,52    | Moa Bergdahl Simklubben Laxen                                                                                                | 31,53    |
| 100 m bröstsim  | Sophie Hansson Helsingborgs Simsällskap                                                                                    | 1.08,32       | Moa Bergdahl Simklubben Laxen | 1.08,97  | Julia Månsson Örebro Simallians                                                                                              | 1.09,39  |
| 200 m bröstsim  | Saga Boråker Jönköpings Simsällskap                                                                                        | 2.30,24       | Elsa Bergh Njurunda Simsällskap | 2.30,30  | Moa Bergdahl Simklubben Laxen                                                                                                | 2.32,58  |
|                 | |               | |          | |          |
| 50 m fjärilsim  | Sara Junevik Falu Simsällskap                                                                                              | 25,50         | Ida Liljeqvist Helsingborgs Simsällskap                                                                                                 | 26,53    | Felicia Klintemar Simklubben Neptun                                                                                          | 26,83    |
| 100 m fjärilsim | Sara Junevik Falu Simsällskap                                                                                              | 59,47         | Felicia Klintemar Simklubben Neptun | 59,57    | Edith Jernstedt Västerås Simsällskap                                                                                         | 1.01,06  |
| 200 m fjärilsim | Tea Winblad Malmö Kappsimningsklubb                                                                                        | 2.16,40       | Kiira Mauranen Simklubben Neptun | 2.18,33  | Mellie Wijk Simklubben Laxen                                                                                                 | 2.19,08  |
|                 | |               | |          | |          |
| 200 m medley    | Hanna Bergman Simklubben Poseidon                                                                                          | 2.16,32       | Tea Winblad Malmö Kappsimningsklubb | 2.18,95  | Edith Jernstedt Västerås Simsällskap                                                                                         | 2.20,80  |
| 400 m medley    | Tea Winblad Malmö Kappsimningsklubb                                                                                        | 4.55,99       | Lina Nielsen Uddevalla Sim | 5.02,21  | Wilma Hultberg Kullberg Helsingborgs Simsällskap                                                                             | 5.03,34  |
|                 | |               | |          | |          |
| 4×100 m frisim  | Helsingborgs Simsällskap Wilma Hultberg Kullberg (58,18) Hanna Rosvall (56,89) Sophie Hansson (56,69) Vega Vollmer (59,28) | 3.51,04       | Jönköpings Simsällskap Klara Thormalm (56,15) Wilma Johansson (57,96) Bella Prytz (58,08) Jessika Watanabe (59,59)                      | 3.51,78  | Njurunda Simsällskap Linnea Sjöberg (59,30) Elsa Bergh (58,21) Elise Öberg (59,07) Gloria Muzito (55,27)                     | 3.51,85  |
| 4×200 m frisim  | Njurunda Simsällskap Elise Öberg (2.07,89) Linnea Sjöberg (2.06,55) Elsa Bergh (2.07,85) Gloria Muzito (2.03,69)           | 8.25,98       | Helsingborgs Simsällskap Wilma Hultberg Kullberg (2.07,28) Laura Bartolek (2.06,07) Emilia Rönningdal (2.08,43) Hanna Rosvall (2.04,94) | 8.26,72  | Västerås Simsällskap Edith Jernstedt (2.09,77) Hanna Kapidzic (2.13,87) Elvira Mörtstrand (2.01,78) Lilian Löwgren (2.12,14) | 8.37,56  |
| 4×100 m medley  | Jönköpings Simsällskap Bella Prytz (1.05,83) Saga Boråker (1.08,79) Wilma Johansson (1.01,89) Klara Thormalm (56,16)       | 4.12,67       | Simklubben Laxen Maya Möllborn (1.07,91) Moa Bergdahl (1.08,11) Mellie Wijk (1.01,81) Tilde Morin (58,82)                               | 4.16,65  | Njurunda Simsällskap Elise Öberg (1.03,75) Elsa Bergh (1.09,77) Maja Modin (1.08,56) Gloria Muzito (54,90)                   | 4.16,98  |

### Herrar
| Gren            | Guld | Guld         | Silver | Silver   | Brons | Brons    |
| 50 m frisim     | Elias Persson Malmö Kappsimningsklubb                                                                                   | 22,40        | Erik Falk Stockholmspolisens IF                                                                                           | 22,82    | Jonathan Kling Spårvägen Simförening                                                                               | 22,87    |
| 100 m frisim    | Robin Hanson Spårvägen Simförening                                                                                      | 49,03        | Charlie Skoglund Macmillan Simklubben Elfsborg                                                                            | 50,19    | Elias Persson Malmö Kappsimningsklubb                                                                              | 50,24    |
| 200 m frisim    | Robin Hanson Spårvägen Simförening                                                                                      | 1.45,91 0NR0 | Victor Johansson Jönköpings Simsällskap                                                                                   | 1.49,65  | Rasmus Hanson Spårvägen Simförening                                                                                | 1.51,68  |
| 400 m frisim    | Victor Johansson Jönköpings Simsällskap                                                                                 | 3.48,78      | Robin Hanson Spårvägen Simförening                                                                                        | 3.51,71  | Axel Gustavsson Stockholms Kappsimningsklubb                                                                       | 3.59,86  |
| 800 m frisim    | Victor Johansson Jönköpings Simsällskap                                                                                 | 7.53,85      | Axel Gustavsson Stockholms Kappsimningsklubb                                                                              | 8.18,02  | William Shoesmith Kungälvs Simsällskap                                                                             | 8.23,51  |
| 1 500 m frisim  | Victor Johansson Jönköpings Simsällskap                                                                                 | 15.29,36     | Jonatan Eriksson Stockholms Kappsimningsklubb                                                                             | 15.53,70 | Axel Gustavsson Stockholms Kappsimningsklubb                                                                       | 16.02,14 |
|                 | |              | |          | |          |
| 50 m ryggsim    | Samuel Törnqvist Spårvägen Simförening                                                                                  | 25,89        | Vidar Carlbaum Spårvägen Simförening                                                                                      | 25,97    | Noah Juhlin Fredriksson Täby Sim                                                                                   | 26,23    |
| 100 m ryggsim   | Samuel Törnqvist Spårvägen Simförening                                                                                  | 55,53        | Kasper Lee Simklubben Neptun                                                                                              | 57,01    | Charlie Skoglund Macmillan Simklubben Elfsborg                                                                     | 57,43    |
| 200 m ryggsim   | Samuel Törnqvist Spårvägen Simförening                                                                                  | 2.04,32      | Lucas Sterling Simklubben Neptun                                                                                          | 2.08,48  | Gustav Henriksen Spårvägen Simförening                                                                             | 2.10,64  |
|                 | |              | |          | |          |
| 50 m bröstsim   | Daniel Kertes Helsingborgs Simsällskap                                                                                  | 27,72        | Emil Hassling Landskrona Simsällskap                                                                                      | 27,92    | Linus Forsgren Linköpings Allmänna SS                                                                              | 27,96    |
| 100 m bröstsim  | Daniel Kertes Helsingborgs Simsällskap                                                                                  | 1.02,61      | Marcus Johnson Simklubben Neptun                                                                                          | 1.02,82  | Gustav Storell Södertörns Simsällskap                                                                              | 1.03,03  |
| 200 m bröstsim  | Erik Persson Kungsbacka Simsällskap                                                                                     | 2.13,10      | Marcus Nykvist Spårvägen Simförening                                                                                      | 2.16,71  | Jacob Olsson Kristianstads SLS                                                                                     | 2.18,92  |
|                 | |              | |          | |          |
| 50 m fjärilsim  | Oskar Hoff Landskrona Simsällskap                                                                                       | 23,76        | Elias Persson Malmö Kappsimningsklubb                                                                                     | 24,18    | Melker Rosengren Väsby Simsällskap                                                                                 | 24,20    |
| 100 m fjärilsim | Gustav Olsson Malmö Kappsimningsklubb                                                                                   | 53,46        | Felix Jedbratt Mölndals Allmänna Simsällskap                                                                              | 53,69    | Oskar Hoff Landskrona Simsällskap                                                                                  | 53,89    |
| 200 m fjärilsim | Victor Klingeryd Jalamo Helsingborgs Simsällskap                                                                        | 2.00,95      | Felix Jedbratt Mölndals Allmänna Simsällskap                                                                              | 2.01,33  | Erik Rizell Täby Sim                                                                                               | 2.04,89  |
|                 | |              | |          | |          |
| 200 m medley    | Emil Hassling Landskrona Simsällskap                                                                                    | 2.04,33      | Charlie Skoglund Macmillan Simklubben Elfsborg                                                                            | 2.06,33  | Filip Salbrink Simklubben Poseidon                                                                                 | 2.07,61  |
| 400 m medley    | Tristan Prizler Spårvägen Simförening                                                                                   | 4.34,21      | Axel Gustavsson Stockholms Kappsimningsklubb                                                                              | 4.37,65  | William Shoesmith Kungälvs Simsällskap                                                                             | 4.38,79  |
|                 | |              | |          | |          |
| 4×100 m frisim  | Spårvägen Simförening Robin Hanson (48,90) Rasmus Hanson (50,18) Vidar Carlbaum (49,74) Samuel Törnqvist (50,68)        | 3.19,50 0NR0 | Malmö Kappsimningsklubb Gustav Olsson (50,44) Ivar Mengelbier (50,48) Emil Svensson (50,62) Elias Persson (49,04)         | 3.20,58  | Linköpings Allmänna SS Lucas Humling (52,22) William Barkehed (49,43) Oskar Glawing (51,79) Markus Stahre (50,04)  | 3.23,48  |
| 4×200 m frisim  | Spårvägen Simförening Rasmus Hanson (1.46,77) Samuel Törnqvist (1.52,01) Adam Karlsson (1.55,23) Robin Hanson (1.51,82) | 7.25,83      | Linköpings Allmänna SS Lucas Humling (1.53,57) Oskar Glawing (1.56,00) William Barkehed (1.54,05) Markus Stahre (1.54,77) | 7.38,39  | Landskrona Simsällskap Ted Nilsson (1.51,86) Emil Hassling (1.53,40) Lucas Lindblom (1.59,33) Linus Kahl (1.54,23) | 7.38,82  |
| 4×100 m medley  | Spårvägen Simförening Samuel Törnqvist (56,16) Marcus Nykvist (1.02,30) Robin Hanson (53,61) Vidar Carlbaum (50,04)     | 3.42,11      | Landskrona Simsällskap Emil Hassling (58,37) Linus Kahl (1.02,60) Oskar Hoff (54,50) Ted Nilsson (51,82)                  | 3.47,29  | Simklubben Neptun Lucas Sterling (59,06) Marcus Johnson (1.02,90) Carl Wennerholm (56,64) Tim Rogersson (50,49)    | 3.49,09  |

### Mix
| Gren           | Guld | Guld    | Silver | Silver  | Brons | Brons   |
| 4×100 m frisim | Helsingborgs Simsällskap Ludvig Bartolek (51,42) Daniel Kertes (51,47) Hanna Rosvall (56,26) Sophie Hansson (55,41)               | 3.34,56 | Malmö Kappsimningsklubb Gustav Olsson (50,79) Kristina Orban (57,92) Amelia Johansson Lindkvist (57,49) Elias Persson (49,78) | 3.35,98 | Simklubben Neptun Lisa Nystrand (57,58) Felicia Klintemar (56,39) Olle Sköld (51,48) Tim Rogersson (50,74)             | 3.36,19 |
| 4×100 m medley | Helsingborgs Simsällskap Linnea Gipperth (1.05,55) Daniel Kertes (1.03,41) Victor Klingeryd Jalamo (54,41) Laura Bartolek (57,77) | 4.01,14 | Simklubben Neptun Vilma Oura (1.05,36) Marcus Johnson (1.02,67) Kiira Mauranen (1.02,06) Olle Sköld (51,07)                   | 4.01,16 | Linköpings Allmänna SS Miranda Arvidsson (1.03,72) Linus Forsgren (1.03,44) Ellen Borg (1.04,58) Markus Stahre (50,26) | 4.02,00 |

## U21-SM
Endast simmare mellan 19–21 år med undantag i lagkapp där minst 50 procent av laget ska innehålla simmare mellan 19–21 år.

### Damer
| Gren            | Guld | Guld          | Silver | Silver   | Brons | Brons    |
| 50 m frisim     | Felicia Klintemar Simklubben Neptun | 26,09         | Kristina Orban Malmö KappsimningsklubbZinna Bengtsson Nimander SK Triton                                                            | 26,58    | Ingen medaljör |          |
| 100 m frisim    | Felicia Klintemar Simklubben Neptun | 56,78         | Kristina Orban Malmö Kappsimningsklubb                                                                                              | 57,69    | Amanda Cederqvist Mölndals Allmänna Simsällskap                                                                                              | 57,87    |
| 200 m frisim    | Amelia Johansson Lindkvist Malmö Kappsimningsklubb                                                                                      | 2.06,37       | Kristina Orban Malmö Kappsimningsklubb                                                                                              | 2.06,92  | Linnea Sjöberg Njurunda Simsällskap | 2.06,98  |
| 400 m frisim    | Thilda Häll SK Elfsborg | 4.20,79       | Lisa Nystrand SK Elfsborg | 4.26,05  | Matilda Wassblad Uddevalla Sim | 4.30,89  |
| 800 m frisim    | Thilda Häll Simklubben Elfsborg | 8.47,39       | Matilda Wassblad Uddevalla Sim | 9.31,66  | Ella Gutenwik Simklubben Poseidon | 9.33,10  |
| 1 500 m frisim  | Thilda Häll Simklubben Elfsborg | 16.39,71 0NR0 | Nina Gustavsson Växjö Simsällskap                                                                                                   | 18.21,03 | Rachel Omoruyi Jönköpings Simsällskap | 18.40,68 |
|                 | |               | |          | |          |
| 50 m ryggsim    | Alice Velden Solna Sundbyberg SS 04 | 29,88         | Zinna Bengtsson Nimander Malmö Kappsimningsklubb                                                                                    | 30,17    | Felicia Backman Växjö Simsällskap | 30,29    |
| 100 m ryggsim   | Thilde Smedbäck Linköpings Allmänna SS                                                                                                  | 1.05,78       | Amanda Feldtman Malmö Kappsimningsklubb                                                                                             | 1.06,36  | Zinna Bengtsson Nimander Malmö Kappsimningsklubb                                                                                             | 1.06,55  |
| 200 m ryggsim   | Lisa Nystrand Simklubben Neptun | 2.17,98       | Tea Winblad Malmö Kappsimningsklubb                                                                                                 | 2.22,87  | Lina Nielsen Uddevalla Sim | 2.24,95  |
|                 | |               | |          | |          |
| 50 m bröstsim   | Saga Boråker Jönköpings Simsällskap | 32,25         | Klara Lindqvist Luleå Simsällskap                                                                                                   | 32,57    | Tea Winblad Malmö Kappsimningsklubb | 32,75    |
| 100 m bröstsim  | Tea Winblad Malmö Kappsimningsklubb | 1.11,06       | Saga Boråker Jönköpings Simsällskap                                                                                                 | 1.11,07  | Klara Lindqvist Luleå Simsällskap | 1.12,32  |
| 200 m bröstsim  | Lisa Nystrand Simklubben Neptun | 2.33,21       | Saga Boråker Jönköpings Simsällskap                                                                                                 | 2.33,93  | Tea Winblad Malmö Kappsimningsklubb | 2.34,87  |
|                 | |               | |          | |          |
| 50 m fjärilsim  | Felicia Klintemar Simklubben Neptun | 27,22         | Zinna Bengtsson Nimander Malmö Kappsimningsklubb                                                                                    | 28,17    | Alice Velden Solna Sundbyberg SS 04 | 28,27    |
| 100 m fjärilsim | Felicia Klintemar Simklubben Neptun | 1.00,82       | Tea Winblad Malmö Kappsimningsklubb                                                                                                 | 1.02,71  | Zinna Bengtsson Nimander Malmö Kappsimningsklubb                                                                                             | 1.03,75  |
| 200 m fjärilsim | Tea Winblad Malmö Kappsimningsklubb | 2.18,66       | Lina Nielsen Uddevalla Sim | 2.24,03  | Cecilia Krans Solna Sundbyberg SS 04 | 2.32,03  |
|                 | |               | |          | |          |
| 200 m medley    | Tea Winblad Malmö Kappsimningsklubb | 2.20,17       | Lina Nielsen Uddevalla Sim | 2.23,31  | Valeriia Khatsarevych Simklubben Laxen | 2.25,53  |
| 400 m medley    | Tea Winblad Malmö Kappsimningsklubb | 4.57,06       | Lina Nielsen Uddevalla Sim | 5.05,95  | Linnea Lindberg Karlstads Simsällskap | 5.12,28  |
|                 | |               | |          | |          |
| 4×100 m frisim  | Malmö Kappsimningsklubb Amelia Johansson Lindkvist (58,13) Zinna Bengtsson Nimander (58,43) Ella Ekelund (59,54) Kristina Orban (57,44) | 3.53,54       | Simklubben Neptun Felicia Klintemar (57,53) Lisa Nystrand (57,58) Melissa Stålhammar Kierkegaard (59,65) Amelia Gustafsson (59,67)  | 3.54,43  | Helsingborgs Simsällskap Vega Vollmer (59,12) Laura Bartolek (58,88) Kerstin Cederlund (59,66) Wilma Hultberg Kullberg (58,44)               | 3.56,10  |
| 4×200 m frisim  | Helsingborgs Simsällskap Wilma Hultberg Kullberg (2.04,94) Kerstin Cederlund (2.09,80) Vega Vollmer (2.09,73) Laura Bartolek (2.07,39)  | 8.31,86       | Malmö Kappsimningsklubb Amelia Johansson Lindkvist (2.07,42) Tea Winblad (2.11,16) Elly Claesson (2.11,64) Kristina Orban (2.08,11) | 8.38,33  | Simklubben Neptun Felicia Klintemar (2.06,32) Melissa Stålhammar Kierkegaard (2.11,46) Victoria Jensen (2.13,00) Amelia Gustafsson (2.12,32) | 8.43,10  |
| 4×100 m medley  | Malmö Kappsimningsklubb Amanda Feldtman (1.07,35) Tea Winblad (1.11,73) Zinna Bengtsson Nimander (1.02,66) Kristina Orban (58,17)       | 4.19,91       | Simklubben Elfsborg Alma Strömberg (1.05,34) Sally Olsson (1.12,15) Clara Sandberg (1.06,15) Thilda Häll (58,30)                    | 4.21,94  | Jönköpings Simsällskap Bella Prytz (1.06,69) Saga Boråker (1.09,72) Ida Rudelius (1.06,96) Jessika Watanabe (59,55)                          | 4.22,92  |

### Herrar
| Gren            | Guld | Guld     | Silver | Silver   | Brons | Brons    |
| 50 m frisim     | Vidar Carlbaum Spårvägen Simförening | 22,74    | Markus Stahre Linköpings Allmänna SS                                                                                    | 23,14    | Charlie Skoglund Macmillan Simklubben Elfsborg                                                                         | 23,25    |
| 100 m frisim    | Charlie Skoglund Macmillan Simklubben Elfsborg                                                                                               | 50,51    | Vidar Carlbaum Spårvägen Simförening                                                                                    | 50,64    | Gustav Olsson Malmö Kappsimningsklubb                                                                                  | 51,07    |
| 200 m frisim    | Ted Nilsson Landskrona Simsällskap | 1.50,80  | Charlie Skoglund Macmillan Simklubben Elfsborg                                                                          | 1.53,07  | Lucas Humling Linköpings Allmänna SS                                                                                   | 1.54,35  |
| 400 m frisim    | Ted Nilsson Landskrona Simsällskap | 4.01,34  | Axel Gustavsson Stockholms Kappsimningsklubb                                                                            | 4.01,87  | Jonatan Eriksson Stockholms Kappsimningsklubb                                                                          | 4.03,99  |
| 800 m frisim    | Axel Gustavsson Stockholms Kappsimningsklubb                                                                                                 | 8.18,02  | Jonatan Eriksson Stockholms Kappsimningsklubb                                                                           | 8.30,36  | Oscar Bjering Simklubben Laxen                                                                                         | 8.43,86  |
| 1 500 m frisim  | Jonatan Eriksson Stockholms Kappsimningsklubb                                                                                                | 15.53,70 | Axel Gustavsson Stockholms Kappsimningsklubb                                                                            | 16.02,14 | Leon Heberlein Simklubben Neptun                                                                                       | 16.22,18 |
|                 | |          | |          | |          |
| 50 m ryggsim    | Vidar Carlbaum Spårvägen Simförening | 26,23    | Noah Juhlin Fredriksson Täby Sim                                                                                        | 26,51    | Anton Witzell Simklubben Sydsim                                                                                        | 26,69    |
| 100 m ryggsim   | Charlie Skoglund Macmillan Simklubben Elfsborg                                                                                               | 57,61    | Anton Witzell Simklubben Sydsim                                                                                         | 57,86    | Noah Juhlin Fredriksson Täby Sim                                                                                       | 58,16    |
| 200 m ryggsim   | Lucas Sterling Simklubben Neptun | 2.09,93  | Kasper Lee Simklubben Neptun                                                                                            | 2.10,01  | Anton Hegmegi Jönköpings Simsällskap                                                                                   | 2.12,61  |
|                 | |          | |          | |          |
| 50 m bröstsim   | Anthon Huasson Ringsjö Simklubb | 28,44    | Marcus Johnson Simklubben Neptun                                                                                        | 28,51    | Vincent Johnson Kristianstads SLS                                                                                      | 28,55    |
| 100 m bröstsim  | Gustav Storell Södertörns Simsällskap | 1.03,42  | Marcus Johnson Simklubben Neptun                                                                                        | 1.03,50  | Jacob Olsson Kristianstads SLS                                                                                         | 1.04,40  |
| 200 m bröstsim  | Marcus Nykvist Spårvägen Simförening | 2.18,66  | Marcus Johnson Simklubben Neptun                                                                                        | 2.20,19  | Jacob Olsson Kristianstads SLS                                                                                         | 2.21,35  |
|                 | |          | |          | |          |
| 50 m fjärilsim  | Gustav Olsson Malmö Kappsimningsklubb | 24,23    | Charlie Skoglund Macmillan Simklubben Elfsborg                                                                          | 24,67    | Emil Wannem Simklubben Laxen                                                                                           | 24,87    |
| 100 m fjärilsim | Gustav Olsson Malmö Kappsimningsklubb | 53,85    | Arvid Kvorning Simklubben Laxen                                                                                         | 56,24    | Henrik Kraemer Simklubben Elfsborg                                                                                     | 56,49    |
| 200 m fjärilsim | Lucas Humling Linköpings Allmänna SS | 2.07,63  | Szymon Machaj Jönköpings Simsällskap                                                                                    | 2.08,71  | Mario Orrego Eskilstuna Simklubb                                                                                       | 2.10,70  |
|                 | |          | |          | |          |
| 200 m medley    | Charlie Skoglund Macmillan Simklubben Elfsborg                                                                                               | 2.07,55  | Anton Hegmegi Jönköpings Simsällskap                                                                                    | 2.08,30  | Marcus Bülund Linköpings Allmänna SS                                                                                   | 2.09,57  |
| 400 m medley    | Tristan Prizler Spårvägen Simförening | 4.35,58  | Axel Gustavsson Stockholms Kappsimningsklubb                                                                            | 4.38,61  | William Shoesmith Kungälvs Simsällskap                                                                                 | 4.43,06  |
|                 | |          | |          | |          |
| 4×100 m frisim  | Linköpings Allmänna SS Marcus Bülund (52,93) Lucas Humling (51,52) Markus Stahre (50,45) Oskar Glawing (51,90)                               | 3.26,80  | Malmö Kappsimningsklubb Gustav Olsson (51,01) Ivar Mengelbier (51,59) Joris Jokubka (53,34) Isaac Barrett (52,66)       | 3.28,60  | Simklubben Laxen Emil Wannem (51,48) Aaron Hullegård (52,74) Arvid Kvorning (52,92) Axel Lambertsson (52,58)           | 3.29,72  |
| 4×200 m frisim  | Stockholms Kappsimningsklubb Jonatan Eriksson (1.54,01) Samuel Lönnberg Flores (1.55,20) Arthur Forsfält (1.55,99) Axel Gustavsson (1.53,46) | 7.38,66  | Helsingborgs Simsällskap Victor Sandrup (1.53,18) Alan Jovic (1.57,07) Levente Nagy (1.59,07) Ludvig Bartolek (1.52,56) | 7.41,88  | Linköpings Allmänna SS Lucas Humling (1.53,86) Marcus Bülund (1.58,95) Oskar Glawing (1.56,50) Markus Stahre (1.55,56) | 7.44,87  |
| 4×100 m medley  | Simklubben Neptun Lucas Sterling (59,15) Marcus Johnson (1.02,38) Oliver Albinzon (57,95) Tim Rogersson (50,06)                              | 3.49,54  | Malmö Kappsimningsklubb Ivar Mengelbier (1.00,10) Stefan Ivan (1.05,02) Gustav Olsson (54,00) Isaac Barrett (52,91)     | 3.52,03  | Simklubben Laxen Axel Lambertsson (1.01,51) Linus Hedström (1.05,39) Arvid Kvorning (55,92) Emil Wannem (50,92)        | 3.53,74  |

### Mix
| Gren           | Guld | Guld    | Silver | Silver  | Brons | Brons   |
| 4×100 m frisim | Simklubben Neptun Lisa Nystrand (57,69) Felicia Klintemar (56,70) Marcus Johnson (52,14) Tim Rogersson (49,67)    | 3.36,20 | Malmö Kappsimningsklubb Gustav Olsson (51,28) Ivar Mengelbier (51,08) Amelia Johansson Lindkvist (57,44) Kristina Orban (57,44) | 3.37,17 | Täby Sim Melvin Bosson (52,35) Noah Juhlin Fredriksson (51,93) Emmy Hällkvist (56,16) Emma Alsén (57,45)             | 3.37,89 |
| 4×100 m medley | Simklubben Neptun Kasper Lee (58,63) Marcus Johnson (1.02,41) Felicia Klintemar (59,66) Amelia Gustafsson (59,47) | 4.00,17 | Simklubben Elfsborg Alma Strömberg (1.04,58) Sally Olsson (1.12,51) Henrik Kraemer (55,30) Charlie Skoglund Macmillan (49,95)   | 4.02,34 | Malmö Kappsimningsklubb Amanda Feldtman (1.07,34) Stefan Ivan (1.04,41) Gustav Olsson (53,75) Kristina Orban (57,80) | 4.03,30 |

## Para-SM
Den tävlandes klassificering inom parentes efter namnet.

### Damer
| Gren           | Guld                                               | Guld    | Silver                                                                        | Silver     | Brons                                              | Brons   |
| 50 m frisim    | Pernilla Lindberg (S14) Simklubben S02             | 29,88   | Helena Fältman (S9) Spårvägen Simförening                                     | 32,33      | Tindra Martinsson (S14) Falkenbergs Simklubb       | 32,72   |
| 100 m frisim   | Pernilla Lindberg (S14) Simklubben S02             | 1.04,12 | Helena Fältman (S9) Spårvägen Simförening                                     | 1.11,72    | Nicola St Clair Maitland (S7) Järfälla Simsällskap | 1.22,94 |
| 200 m frisim   | Pernilla Lindberg (S14) Simklubben S02             | 2.18,52 | Helena Fältman (S9) Spårvägen Simförening                                     | 2.36,38    | Signe Bergqvist (S7) Upsala Simsällskap            | 3.07,57 |
| 400 m frisim   | Pernilla Lindberg (S14) Simklubben S02             | 4.52,69 | Helena Fältman (S9) Spårvägen Simförening                                     | 5.32,10    | Nicola St Clair Maitland (S7) Järfälla Simsällskap | 6.24,51 |
|                |                                                    |         |                                                                               |            |                                                    |         |
| 50 m ryggsim   | Nicola St Clair Maitland (S7) Järfälla Simsällskap | 41,35   | Signe Bergqvist (S7) Upsala SimsällskapPernilla Lindberg (S14) Simklubben S02 | 43,5736,42 | Ingen medaljör                                     |         |
| 100 m ryggsim  | Nicola St Clair Maitland (S7) Järfälla Simsällskap | 1.32,76 | Pernilla Lindberg (S14) Simklubben S02                                        | 1.17,97    | Helena Fältman (S9) Spårvägen Simförening          | 1.24,37 |
|                |                                                    |         |                                                                               |            |                                                    |         |
| 50 m bröstsim  | Pernilla Lindberg (SB14) Simklubben S02            | 41,05   | Ida Andersson Wulf (SB6) Simklubben Poseidon                                  | 51,31      | Helena Fältman (SB7) Spårvägen Simförening         | 51,62   |
| 100 m bröstsim | Pernilla Lindberg (SB14) Simklubben S02            | 1.25,49 | Helena Fältman (SB7) Spårvägen Simförening                                    | 1.58,39    | Emma Zennertun (SB14) Örebro Simallians            | 1.53,55 |
|                |                                                    |         |                                                                               |            |                                                    |         |
| 50 m fjärilsim | Pernilla Lindberg (S14) Simklubben S02             | 33,05   | Nicola St Clair Maitland (S7) Järfälla Simsällskap                            | 45,34      | Anna Philipsson (S14) Sundsvalls Simsällskap       | 45,75   |
|                |                                                    |         |                                                                               |            |                                                    |         |
| 200 m medley   | Pernilla Lindberg (SM14) Simklubben S02            | 2.39,12 | Tindra Martinsson (SM14) Väsby Simsällskap                                    | 3.20,13    | Anna Philipsson (SM14) Sundsvalls Simsällskap      | 3.33,93 |

### Herrar
| Gren           | Guld                                         | Guld         | Silver                                         | Silver      | Brons                                                                                    | Brons          |
| 50 m frisim    | Tobias Klasson (S14) Karlstads Simsällskap   | 26,80        | Elias Alm (S9) Luleå Simsällskap               | 29,17 SR9   | Niklas Andersson (S7) Simklubben S02                                                     | 33,24          |
| 100 m frisim   | Tobias Klasson (S14) Karlstads Simsällskap   | 1.01,25      | Robin Håkansson (S9) Sundsvalls Simsällskap    | 1.06,59     | Elias Alm (S9) Luleå Simsällskap                                                         | 1.07,58        |
| 200 m frisim   | Tobias Klasson (S14) Karlstads Simsällskap   | 2.15,59      | Robin Håkansson (S9) Sundsvalls Simsällskap    | 2.23,00     | Felix Persson (S14) Simklubben Vänersborg                                                | 2.27,32        |
| 400 m frisim   | Tobias Klasson (S14) Karlstads Simsällskap   | 4.52,18      | Robin Håkansson (S9) Sundsvalls Simsällskap    | 4.52,45 SR9 | Felix Persson (S14) Simklubben Vänersborg                                                | 5.08,43        |
|                |                                              |              |                                                |             |                                                                                          |                |
| 50 m ryggsim   | Tobias Klasson (S14) Karlstads Simsällskap   | 30,49 SR14   | Felix Persson (S14) Simklubben Vänersborg      | 36,86       | Niklas Andersson (S7) Simklubben S02                                                     | 44,85          |
| 100 m ryggsim  | Tobias Klasson (S14) Karlstads Simsällskap   | 1.08,42      | Robin Håkansson (S9) Sundsvalls Simsällskap    | 1.20,86     | Felix Persson (S14) Simklubben Vänersborg                                                | 1.21,74        |
|                |                                              |              |                                                |             |                                                                                          |                |
| 50 m bröstsim  | Robin Håkansson (SB8) Sundsvalls Simsällskap | 39,72        | Gustav Ljungberg (SB14) Sundsvalls Simsällskap | 39,21       | Andreas Nordh (SB14) Osby Simsällskap                                                    | 40,89          |
| 100 m bröstsim | Robin Håkansson (SB8) Sundsvalls Simsällskap | 1.26,68 SR8  | Gustav Ljungberg (SB14) Sundsvalls Simsällskap | 1.27,66     | Anton Daggert (SB14) Örebro Simallians                                                   | 1.34,28        |
|                |                                              |              |                                                |             |                                                                                          |                |
| 50 m fjärilsim | Tobias Klasson (S14) Karlstads Simsällskap   | 31,23        | Robin Håkansson (S9) Sundsvalls Simsällskap    | 33,41       | Elias Alm (S9) Luleå Simsällskap                                                         | 34,75          |
|                |                                              |              |                                                |             |                                                                                          |                |
| 200 m medley   | Tobias Klasson (SM14) Karlstads Simsällskap  | 2.37,96 SR14 | Robin Håkansson (SM9) Sundsvalls Simsällskap   | 2.48,38     | Felix Persson (SM14) Simklubben VänersborgGustav Ljungberg (SM14) Sundsvalls Simsällskap | 2.52,972.53,00 |